# Stan Bevan
Hon. Stanley „Stan“ Charles Bevan (* 14. Oktober 1901; † 19. September 1987) war ein australischer Gewerkschaftsfunktionär und Politiker der Labor Party, der zwischen 1951 und 1970 Mitglied des South Australian Legislative Council sowie mehrmals Minister war. 

## Leben
Stanley „Stan“ Charles Bevan trat im Alter von 16 Jahren 1917 der Spirituosenarbeitergewerkschaft (Liquor Trades Union) bei. Später arbeitete er als Holzarbeiter und Säger und wurde er Mitglied der Gewerkschaft der Holzarbeiter (Timber Workers’ Union), deren Präsident er vier Jahre lang war. 1919 wurde er außerdem Mitglied der Labor Party. 1941 wurde er zum Sekretär der Föderierten Gewerkschaft sonstiger Arbeitnehmer FMWUI (Federated Miscellaneous Workers’ Union of Australia) im Bundesstaat South Australia und 1947 zum Bundessekretär der FMWUI gewählt. Darüber hinaus wurde er 1951 zum Präsidenten des Trades and Labour Council of South Australia gewählt, der zum Australian Council of Trade Unions (ACTU) gehörende Dachverband der Gewerkschaften in diesem Bundesstaat.
Nach dem Tode seines Parteifreundes Oscar Oates am 2. September 1951 wurde Bevan am 24. Oktober 1951 als dessen Nachfolger ohne Gegenkandidaten für den damaligen Wahlkreis Central District No 1 Mitglied des South Australian Legislative Council, des Oberhauses des Parlaments von South Australia, und gehörte diesem bis zum 14. Mai 1970 an. Sein Nachfolger als Mitglied des Legislativrates wurde am 15. Mai 1970 sein Parteifreund Tom Casey. Zu Beginn seiner Parlamentszugehörigkeit war er zwischen dem 14. November 1951 und dem 14. Mai 1956 Mitglied des Gemeinsamen Ausschusses für nachgeordnete Gesetzgebung (Joint Committee on Subordinate Legislation) sowie daraufhin vom 31. Mai 1956 bis zum 2. November 1961 Mitglied des Parlamentarischen Ausschusses für Landbesiedlung (Parliamentary Committee on Land Settlement), ehe er zwischen dem 27. Juli 1961 und dem 10. Januar 1968 Mitglied des Parlamentarischen Ständigen Ausschusses für öffentliche Arbeiten (Parliamentary Standing Committee on Public Works) war.
Nach dem Wahlsieg der ALP bei der Wahl am 6. März 1965 wurde Frank Kneebone am 10. März 1965 in die Regierung von Premier Frank Walsh berufen, der ersten Labor-Regierung seit fast 32 Jahren, und bekleidete in dieser bis zum 1. Juni 1967 die Ämter als Minister für Kommunalverwaltung (Minister of Local Government), Bergbauminister (Minister of Mines) und als Minister für Straßen (Minister of Roads). Die Ämter als Minister für Kommunalverwaltung, Bergbauminister und als Minister für Straßen hatte er vom 1. Juni 1967 bis zum 17. April 1968 ebenfalls in der ersten Regierung von Premier Don Dunstan inne. Am 26. November 1970 wurde ihm der Höflichkeitstitel The Honourable verliehen.

## Hintergrundliteratur
- Parliament of South Australia: Statistical Record of the Legislature 1836–2007 (Memento vom 11. März 2019 im Internet Archive)